# Frontier Alaska
Frontier Alaska — торговая марка (бренд) управляющего холдинга HoTH, Inc. (США), под которой выполняются авиационные перевозки трёх авиакомпаний местного значения, входящих в данный холдинг: Frontier Flying Service, Hageland Aviation Services и Era Aviation.

## История
Использование бренда Frontier Alaska началось в июне 2008 года после слияния авиакомпаний Frontier Flying Service и Hageland Aviation Services и было распространено на маршрутные сети обоих перевозчиков.
8 июля 2008 года магистральная авиакомпания США Alaska Airlines объявила о заключении код-шерингового соглашения о партнёрстве с авиаперевозчиками, использующими бренд Frontier Alaska. Данное соглашение вступило в силу осенью того же года.
27 февраля 2009 года управляющий холдинг HoTH, Inc. приобрёл ещё одну конкурирующую авиакомпанию Era Aviation, базирующуюся в Анкоридже — крупнейшем городе штата Аляска.
В 2014 году слияние активов компаний было полностью завершено и произошёл ребрейдинг Frontier Alaska на Ravn Alaska and Ravn Connect. К Ravn Alaska отошли 121 единицы техники (преимущественно бывшие активы Era Alaska), а Ravn Connect получил 135 единиц техники (преимущественно бывшие активы Hageland Aviation). Таким образом произошло разделение бизнес-секторов и упрощена система управления.
Холдинг HoTH, Inc остаётся материнской холдинговой компанией всех активов предприятия.

## Флот
В настоящее время под торговой маркой Frontier Alaska работает следующий воздушный флот:

### Era Aviation
- Bombardier Dash 8 Q106 — 7 единиц;
- Beechcraft 1900D — 3 единицы.
- Beechcraft 1900С — 3 единицы.

### Frontier Flying Service
- Shorts SD-330 Sherpa — 2 единицы;
- Piper PA-31-350 — 2 единицы.

### Hageland Aviation Services
- Cessna 208B Caravan — 21 единица;
- Raytheon Beech 1900C Airliner — 6 единиц.
- Cessna 207 — 17 единиц;
- Reims-Cessna F406 Caravan II — 6 единиц;
- Piper PA-31-350 — 6 единиц.

### Arctic Circle Air
- Short 330-200s — 2 единицы.
- Short SC.7 Skyvan — 3 единицы.